# Ловічувка
Ловічувка (пол. Łowiczówka) — село в Польщі, у гміні Опорув Кутновського повіту Лодзинського воєводства.
У 1975-1998 роках село належало до Плоцького воєводства.